# Le Marquis de Fumerol
Le Marquis de Fumerol  est une nouvelle de Guy de Maupassant, parue en 1886.

## Historique
Le Marquis de Fumerol est une nouvelle initialement publiée dans la revue Gil Blas du 5 octobre 1886, puis dans le recueil Le Horla en 1887.

## Résumé
Le marquis de Fumerol va mourir sans les secours de la religion : un coup terrible pour le comte de Tourneville, homme politique bien en vue. La comtesse, le curé et le jeune Roger partent en croisade pour administrer l'oncle.

## Éditions
- 1886 - Le Marquis de Fumerol , dans Gil Blas
- 1887 - Le Marquis de Fumerol , dans Le Horla recueil paru chez l'éditeur Paul Ollendorff.
- 1979 - Le Marquis de Fumerol , dans Maupassant, Contes et Nouvelles, tome II, texte établi et annoté par Louis Forestier, éditions Gallimard, Bibliothèque de la Pléiade.